# 友杉芳正
友杉 芳正（ともすぎ よしまさ、1942年5月11日 - ）は、日本の会計学者。博士（商学）（慶應義塾大学・論文博士・1993年）。名古屋経済大学客員教授。三重大学名誉教授、名古屋大学名誉教授。元金融庁公認会計士・監査審査会会長。

## 来歴
- 1971年（昭和46年） - 慶應義塾大学大学院商学研究科博士後期課程単位修得・満期退学。同年、名古屋商科大学商学部専任講師。
- 1976年（昭和51年） - 名古屋商科大学助教授。
- 1982年（昭和57年） - 三重大学人文学部教授。
- 1992年（平成4年） - 三重大学大学院人文社会科学研究科教授。
- 1993年（平成5年） - 博士（商学）（慶應義塾大学）。
- 1995年（平成7年） - 名古屋大学経済学部教授。
- 2000年（平成12年） - 名古屋大学大学院経済学研究科教授。
- 2004年（平成16年） - 名古屋大学経済学部長・経済学研究科長。
- 2006年（平成18年） - 名古屋大学定年退職[2]、名古屋大学名誉教授。早稲田大学商学学術院教授[3]、名古屋経済大学大学院会計学研究科客員教授[4]。
- 2010年（平成22年） - 公認会計士・監査審査会会長、早稲田大学商学学術院客員教授[4]。
- 2013年（平成25年） - 東海学園大学経営学部長[4]。

## 著書

### 共著
- 『スタンダードテキスト 監査論』(中央経済社、2009年)
- 『財務情報の信頼性―会計と監査の挑戦』(2008年)

### 単著
- 『新版 スタンダード監査論』(中央経済社、2004年)
- 『内部監査の論理―妥当性監査の視点から』(中央経済社、1992年)
- 『中間財務情報論』(中央経済社、1990年)
- 『簿記会計論』(1987年)